# Grand théâtre de Harbin
Le Grand théâtre de Harbin (en chinois : 哈尔滨大剧院), est un bâtiment de Harbin comprenant dans 79 000 m2 une salle d’opéra de 1 538 places, et un théâtre de 414 places. Il se situe dans l'île de la culture en rive nord de Harbin.

## Localisation
Le bâtiment est situé sur l'île de la culture de Harbin.

## Architecte
Cette construction a la forme de la fleur de lilas, qui est la fleur de la ville de Harbin, elle fait aussi penser à la rivière Songhua qui traverse la ville.